# Najprej Slovenija
Najprej Slovenija je slovensko društvo, ki ga je leta 2016 ustanovil samostojni poslanec Andrej Čuš s svojimi somišljeniki. Zavzema se za ustavni red, nadzor nad migracijami, pristop Slovenije k Višegrajski skupini in splošen dvig svobode v Republiki Sloveniji.